# Cornbugs
Cornbugs var ett amerikanskt experimentellt metalband bildat 1995, som bestod av vokalisten Bill "Choptop" Moseley, gitarristen Buckethead, trummaren Pinchface och keyboardisten Travis Dickerson. Bandet gav ut fem album, två DVD:er och tre samlingsalbum innan de splittrades år 2007.

## Medlemmar
- Bill "Choptop" Moseley – sång (1995–2007)
- Buckethead – gitarr (1995–2007)
- Pinchface – trummor (1995–2007)
- Travis Dickerson – keyboard (2003–2007)

## Diskografi
Studioalbum
- Spot the Psycho (1999)
- Cemetery Pinch (2001)
- How Now Brown Cow (2001)
- Brain Circus (2004)
- Donkey Town (2004)

Samlingsalbum
- Rest Home for Robots (2005)
- Skeleton Farm (2005)
- Celebrity Psychos (2006)

DVD
- Quackers! (2007)
- Headcheese (2007)